# Stilbopteryx linearis
Stilbopteryx linearis is een insect uit de familie van de mierenleeuwen (Myrmeleontidae), die tot de orde netvleugeligen (Neuroptera) behoort. 
Stilbopteryx linearis is voor het eerst wetenschappelijk beschreven door Navás in 1911.